# Wólka Tuczępska
Wólka Tuczępska – wieś w Polsce położona w województwie lubelskim, w powiecie zamojskim, w gminie Grabowiec.
W latach 1975–1998 miejscowość administracyjnie należała do województwa zamojskiego.
Wieś jest sołectwem w gminie Grabowiec. Według Narodowego Spisu Powszechnego z roku 2011 wieś liczyła 99 mieszkańców.

## Historia
Tuczępska Wola alias Wólka Tuczępska, według Słownika geograficznego Królestwa Polskiego wieś w ówczesnym powiecie hrubieszowskim, gminie i parafii Grabowiec, w roku 1893 posiadała 25 osad i 398 mórg gruntu.
Według spisu z roku 1827 było tu 42 domy i 112 mieszkańców. Wchodziła w skład dóbr Tuczępy.